# Gaetano Delogu
Gaetano Delogu (14. dubna 1934 Messina – 12. června 2019 Řím) byl italský dirigent.

## Život a činnost
Původně studoval práva, poté se však rozhodl věnovat se hudbě. Dirigování studoval u Franca Ferrary. V roce 1968 zvítězil v newyorské Mezinárodní soutěži Dimitrise Mitropulose.
V letech 1975–1978 byl dirigentem Operního divadla v Palermu. V letech 1979–1986 byl šéfdirigentem Denverského symfonického orchestru, při kterém inicioval vytvoření Denverského symfonického sboru. S tímto orchestrem také nahrál Rekviem Giuseppa Verdiho.
V letech 1995–1998 byl šéfdirigentem Symfonického orchestru FOK.
S Českou filharmonií nahrál v roce 1977 pro Supraphon dvě symfonie Mendelssohna.